# Všesportovní stadion
El Všesportovní stadion fue un estadio de fútbol situado en la ciudad de Hradec Králové, República Checa. El estadio fue inaugurado en 1966 y demolido en septiembre de 2021, llegó a tener una capacidad para 25.000 espectadores, es propiedad del club FC Hradec Králové que disputa actualmente la Liga Checa de Fútbol.
El estadio se inauguró el día 11 de mayo de 1966 con un encuentro amistoso que enfrentó al equipo local Spartak Hradec Králové con el club brasileño Vasco da Gama. La característica más llamativa del estadio son sus cuatro torres de iluminación, cada una de 45 toneladas y 55 metros de alto que asemejan la forma de una piruleta (Lollipop), de ahí deriva su apodo de estadio bajo las piruletas.
El estadio que llegó a albergar una capacidad de 25 000 visitantes, en gradas de bancos de madera y no con asientos individuales, hoy solo permite el ingreso de 8000 personas por razones de seguridad.
El estadio fue demolido en 2021 y en su lugar se construyó el nuevo estadio Malšovická aréna, inaugurado en septiembre de 2023.